# Antoinette Gispen
Antoinette Jeanne Henriette Gispen (Róterdam, 19 de junio de 1921 -  ídem, 4 de febrero de 2015) fue una escultora, pintora, artista gráfica y mosaista neerlandesa.

## Biografía y obra
Gispen era hija del diseñador Willem Hendrik Gispen, fundador de WH Gispen & Co y de Anna Cornelia Johanna Gisolf. Hasta 1945 se educó en la Real Academia de Arte de La Haya, siendo alumna de Paul Citroen, Han van Dam y WJ Rozendaal, entre otros. En 1949 ganó el primer premio en un concurso de ilustraciones bíblicas de la Sociedad Bíblica Holandesa. Tras recibir una beca del gobierno francés en 1952, estudió en la Academia Ranson de París, bajo la dirección de Lautrec y Lapoujade de Singier.
Tras su regreso, Gispen expuso litografías, acuarelas, gouaches y pinturas en la galería de arte Liernur en La Haya. La crítica de arte del Algemeen Handelsblad reconoció en su obra “una afinidad con lo que pretende la pintura contemporánea de París”, pero añadió: “Sin embargo, de ninguna manera se puede decir que el aprendizaje que recientemente realizó en esta ciudad le haya hecho imitar, o incluso le haya influido sensiblemente. Ha encontrado un ambiente en el que ha podido desarrollar sus dotes, profundizar en sus objetivos, conservando al mismo tiempo la marca de la personalidad, que  puede considerarse como la característica más llamativa de su arte hasta el día de hoy.”  Piet Begeer describió en 1957 su trabajo de la siguiente manera: "Su arte simple, técnicamente sólido, tiene un sesgo ilustrativo, decorativo y anecdótico con un sello personal". Además de obra gráfica, Gispen también realizó tapices, vidrieras, mosaicos, murales, medallas y tallas en madera. En 1960 recibió el premio Bernard Johan Kerkhof de la Genootschap Kunstliefde (Sociedad de amor al arte). En 1969 recibió una beca de viaje del Ministerio de Cultura, Recreación y Trabajo Social, que le permitió visitar Italia. En ese año ganó una medalla de bronce en la Trienal Internacional de Talla en Madera Contemporánea en Capri.
La artista vivió en La Haya, en Utrecht (desde 1945), Ámsterdam (desde 1954) y Róterdam (desde 1975). Fue miembro de la Genootschap Kunstliefde  desde 1947 y se unió a De Progressieves y al Círculo de artistas de Ámsterdam Stuwing. Ha expuesto en Kunstliefde, Centraal Museum, Museum De Lakenhal, Stedelijk Museum Amsterdam y Museum Boijmans Van Beuningen, entre otros.
Antoinette Gispen murió en 2015 a la edad de 93 años, en su ciudad natal de Róterdam.

## Algunas obras
- 1949 Paneles ovalados para la Iglesia Maranatha, La Haya.
- Iustraciones del aniversario de 1950 de la Stichting 1940-1945.
- 1957 Cruz gótica en mosaico de mármol para el coro de la Geertekerk de Utrecht.
- Mosaico de 1958 en la sala Central Lage Weide de la Compañía Provincial y Municipal de Suministro de Energía de Utrecht.[5]
- 1964 Mosaicos de vidrio para la sala de espera del Hospital Infantil Wilhelmina en Utrecht.
- 1980 medalla 25 años Sociëteit De Constructieve, Utrecht
- Mosaico de 1987 con la leyenda de Saint Geerte frente a Geertekerk en Utrecht.
- 1992 Diseño de tapiz Fiesta de los Tabernáculos y La Transfiguración del Señor (1993) para la Iglesia Gerardus Majella en Utrecht.
- Diseño de 1993 para la medalla Boellaard (en uso hasta 2013).
- Diseño de medalla para el premio Victorine van Schaick.